# Cabañas (Guatemala)
Cabañas é uma cidade da Guatemala do departamento de Zacapa.

## Links
- Cabins Guide